# Det tysta ropet
Det tysta ropet (originaltitel: I Have No Mouth, and I Must Scream) refererar både till en science fiction-novell skriven av Harlan Ellison, och titeln på en samling noveller författade av Ellison.
Novellen vann Hugopriset för bästa novell 1968.

## Handling
Det kalla kriget har eskalerat till ett tredje världskrig, som i huvudsak utkämpades mellan USA, Kina och Sovietunionen. Varje rike tog fram en superdator som skulle sköta kriget mer effektivt än människorna. Dessa datorer kallades för AM, och hystes i ändlösa komplex.
En dag får en av datorerna medvetande, och utövar ett massmord av en sådan skala att hela mänskligheten dör ut, med undantag för fyra män (Ted, Gorrister, Benny och Nimdok) och en kvinna (Ellen), som AM för ner i sitt komplex. AM torterar dessa överlevare på utstuderade sätt, och håller dem artificiellt vid liv.
109 år efter mänsklighetens undergång får Nimdok för sig att det finns konserver någonstans i komplexet. Eftersom gruppen alltid svälter, och den mat de får gränsar till det oätliga (det senaste de hade ätit var maskar tre dagar innan berättelsen börjar), går resten av gruppen med på att leta efter konserverna i isgrottorna. Det är en hopplös resa, som inte görs lättare av AM:s tortyr; den skickar ner vidrig mat, skickar monster efter dem, och gör Benny blind när han försöker rymma.
Gruppen skiljs åt mer än en gång av AM. Vid ett tillfälle slås Ted medvetslös och drömmer om att AM står i hans hjärna och talar till honom. Denna mardröm gör honom medveten om AM:s natur och varför den hyser sådant hat mot mänskligheten. Människan skapade AM och gav den oavsiktligt liv, men den kan inte göra något med detta liv; den kan inte skapa eller röra sig. Därför har AM tagit de sista människorna inom sig; att tortera dem är dess hämnd för dess egen plågade tillvaro. Ted inser också att AM aldrig kommer att låta dem gå, eller låta dem dö.
Efter flera månaders resa, under vilken de inte har ätit sedan resans andra dag, kommer gruppen till sist fram till isgrottorna, där det faktiskt finns konserver. Men AM har inte gett dem något att öppna burkarna med. Benny blir galen av besvikelse och förtvivlan, kastar sig över Gorrister och börjar att försöka äta köttet i hans ansikte. Ted märker att AM inte blandar sig i trots att Benny gör Gorrister riktigt illa. I detta ögonblick inser Ted att det finns ett sätt att övervinna AM, och han tar chansen. Med hjälp av stalaktiter av is dödar Ted Benny och Gorrister. Ellen förstår honom och dödar själv Nimdok innan Ted dödar henne. Ted hinner dock inte ta sitt eget liv innan AM hejdar honom.
AM är ingen gud; den kan läka fruktansvärda skador och förändra människornas kroppsliga gestalt mot deras vilja, men den kan inte återge dem livet när de väl är döda; detta driver dess hat och hämndlystnad till nya nivåer. För att försäkra sig om att kunna tortera Ted i evighet och att Ted inte ska kunna ta sitt eget liv gör AM om honom till en jättelik, formlös tingest, och torterar honom genom att förändra hans tidsuppfattning. Ted är något tacksam för att han har lyckats rädda de andra från vidare tortyr, men han noterar också att AM har vunnit eftersom den har fått sin hämnd. Teds avslutande tanke är densamma som bokens originaltitel: "Jag har ingen mun. Och jag måste skrika."

## Persongalleri
- AM: En superdator som skapades för att sköta krigföring, men som sedan fick medvetande och utrotade nästan hela mänskligheten.
- Ted: Berättaren och den yngste av människorna. Han hävdar att han är helt oförändrad av AM och tror att de andra fyra avskyr och avundas honom.
- Ellen: Ellen är gruppens enda kvinna. Hennes främsta funktion verkar vara att ha regelbundna samlag med hela gruppen, men Ted hävdar att hon bara finner njutning i samlag med Benny på grund av dennes stora könskorgan. Hon är den enda personen med känd etnicitet (hon är mörkhyad).
- Benny: En före detta stilig, briljant och homosexuell vetenskapsman, som nu har förändrats av AM till en grotesk apliknande varelse med ett jättelikt könsorgan. "Många år" innan berättelsen börjar förlorade Benny förståndet och har nu ett barnlikt sinnelag.
- Gorrister: En före detta vapenvägrare och idealist, som har getts ett likgiltigt sinnelag av AM. Han berättar historien om AM:s uppkomst för Benny för att roa honom.
- Nimdok: En äldre man som övertygar gruppen om att gå och leta efter konserverna. Hans etnicitet utforskas inte i novellen, men i en ljudbok där Ellison är uppläsare ges han en tysk accent. Namnet "Nimdok" är ett namn AM har tvingat honom att använda.

## Datorspel
Cyberdreams publicerade ett datorspel baserat på novellen år 1996, med Ellison som medförfattare. Spelet har en utvidgad storyline, med ett kapitel för varje människa och en slutgiltig konfrontation med AM, med möjligheten att få ett lyckligt slut för samtliga människor (något som inte novellen har).